# Rajmund Burgundski
Rajmund Burgundski (oko 1070. – 24. svibnja 1107.) bio je francuski plemić koji je postao vladar Galicije kao vazal Alfonsa VI., kralja Leona i Kastilje; Alfons je bio „car cijele Španjolske“.
Rajmundovi su roditelji bili Vilim I., burgundski grof i njegova supruga Stefanija. Papa Kalist II. bio je Rajmundov brat.
Nakon što se oženio Alfonsovom kćeri Urakom, Rajmund je postao nasljednik, budući da je Uraka bila nasljednica svoga oca. Uraka i Rajmund imali su sina kojeg je Uraka nazvala po svome ocu, a koji je postao kralj Alfons VII. nakon Urakine smrti. 
Brakom je Rajmund stekao Galiciju, koja je uključivala grofoviju Portugal i grofoviju Coimbru, premda je Alfons VI. dao Portugal i Coimbru Henriku Burgundskom, Rajmundovu bratiću te ocu kralja Alfonsa I. Portugalskog. Tijekom svoje vladavine, Rajmund je bio grof, dominus, knez, car i konzul Galicije ili stanovnika Galicije.  